# YHLQMDLG
YHLQMDLG (acronimo di Yo hago lo que me da la gana) è il secondo album in studio da solista del rapper portoricano Bad Bunny, pubblicato il 29 febbraio 2020.

## Tracce
1. Si veo a tu mamá – 2:50
2. La difícil – 2:43
3. Pero ya no – 2:40
4. La santa (featuring Daddy Yankee) – 3:26
5. Yo perreo sola (featuring Nesi) – 2:52
6. Bichiyal (featuring Yaviah) – 3:16
7. Soliá – 2:39
8. La zona – 2:16
9. Que malo (featuring Ñengo Flow) – 2:47
10. Vete – 3:12
11. Ignorantes (featuring Sech) – 3:30
12. A tu merced – 2:55
13. Una vez (featuring Mora) – 3:52
14. Safaera (featuring Jowell & Randy & Ñengo Flow) – 4:55
15. 25/8 – 4:03
16. Está cabrón ser yo (featuring Anuel AA) – 3:47
17. Puesto pa' guerrial (featuring Myke Towers) – 3:10
18. P FKN R (featuring Kendo Kaponi & Arcángel) – 4:18
19. Hablamos mañana (featuring Duki & Pablo Chill-E) – 4:00
20. <3 – 2:37